# Davisov pokal 2000
Davisov pokal 2000 je bil devetinosemdeseti teniški turnir Davisov pokal.

## Izidi

### Svetovna skupina
| Sodelujoče reprezentance | Sodelujoče reprezentance | Sodelujoče reprezentance | Sodelujoče reprezentance |
| Avstralija               | Avstrija                 | Brazilija                | Belgija                  |
| Češka                    | Francija                 | Nemčija                  | Združeno kraljestvo      |
| Italija                  | Nizozemska               | Rusija                   | Slovaška                 |
| Španija                  | Švica                    | 30                       | Zimbabve                 |
| ------------------------ | ------------------------ | ------------------------ | ------------------------ |

|  | Prvi krog 4.-6. februar                  | Prvi krog 4.-6. februar | Prvi krog 4.-6. februar            |                              |          | Četrtfinale 7.-9. april | Četrtfinale 7.-9. april      | Četrtfinale 7.-9. april |   |  | Polfinale 21.-23. julij | Polfinale 21.-23. julij            | Polfinale 21.-23. julij |   |  | Finale 8.-10. december | Finale 8.-10. december | Finale 8.-10. december |
|  |                                          |                         |                                    |                              |          |                         |                              |                         |   |  |                         |                                    |                         |   |  |                        |                        |                        |
|  | Harare, Zimbabve (dvorana trda pod.)     |                         |                                    |                              |          |                         |                              |                         |   |  |                         |                                    |                         |   |  |                        |                        |                        |
|  |                                          | ZDA                     | 3                                  |                              |          |                         |                              |                         |   |  |                         |                                    |                         |   |  |                        |                        |                        |
|  |                                          | ZDA                     | 3                                  | Inglewood, CA, ZDA (dvorana) |          |                         |                              |                         |   |  |                         |                                    |                         |   |  |                        |                        |                        |
|  |                                          | Zimbabve                | 2                                  |                              |          |                         |                              |                         |   |  |                         |                                    |                         |   |  |                        |                        |                        |
|  |                                          | Zimbabve                | 2                                  |                              | ZDA      | 3                       |                              |                         |   |  |                         |                                    |                         |   |  |                        |                        |                        |
|  | Ostrava, Češka (dvorana pesek)           |                         |                                    |                              | ZDA      | 3                       |                              |                         |   |  |                         |                                    |                         |   |  |                        |                        |                        |
|  |                                          |                         | Češka                              | 2                            |          |                         |                              |                         |   |  |                         |                                    |                         |   |  |                        |                        |                        |
|  |                                          | Združeno kraljestvo     | Češka                              | 2                            | 1        |                         |                              |                         |   |  |                         |                                    |                         |   |  |                        |                        |                        |
|  |                                          | Združeno kraljestvo     |                                    |                              | 1        |                         | Santander, Španija (pesek)   |                         |   |  |                         |                                    |                         |   |  |                        |                        |                        |
|  |                                          | Češka                   | 4                                  |                              |          |                         |                              |                         |   |  |                         |                                    |                         |   |  |                        |                        |                        |
|  |                                          |                         |                                    |                              |          |                         |                              | ZDA                     | 0 |  |                         |                                    |                         |   |  |                        |                        |                        |
|  | Murcia, Španija (pesek)                  |                         |                                    |                              |          |                         |                              | ZDA                     | 0 |  |                         |                                    |                         |   |  |                        |                        |                        |
|  |                                          |                         | Španija                            | 5                            |          |                         |                              |                         |   |  |                         |                                    |                         |   |  |                        |                        |                        |
|  |                                          | Španija                 | Španija                            | 5                            | 4        |                         |                              |                         |   |  |                         |                                    |                         |   |  |                        |                        |                        |
|  |                                          | Španija                 | Málaga, Španija (pesek)            |                              | 4        |                         |                              |                         |   |  |                         |                                    |                         |   |  |                        |                        |                        |
|  |                                          | Italija                 | 1                                  |                              |          |                         |                              |                         |   |  |                         |                                    |                         |   |  |                        |                        |                        |
|  |                                          | Italija                 | 1                                  |                              | Španija  | 4                       |                              |                         |   |  |                         |                                    |                         |   |  |                        |                        |                        |
|  | Moscow, Rusija (dvorana)                 |                         |                                    |                              | Španija  | 4                       |                              |                         |   |  |                         |                                    |                         |   |  |                        |                        |                        |
|  |                                          |                         | Rusija                             | 1                            |          |                         |                              |                         |   |  |                         |                                    |                         |   |  |                        |                        |                        |
|  |                                          | Rusija                  | Rusija                             | 1                            | 4        |                         |                              |                         |   |  |                         |                                    |                         |   |  |                        |                        |                        |
|  |                                          | Rusija                  |                                    |                              | 4        |                         |                              |                         |   |  |                         | Barcelona, Španija (dvorana pesek) |                         |   |  |                        |                        |                        |
|  |                                          | Belgija                 | 1                                  |                              |          |                         |                              |                         |   |  |                         |                                    |                         |   |  |                        |                        |                        |
|  |                                          |                         |                                    |                              |          |                         |                              |                         |   |  |                         |                                    | Španija                 | 3 |  |                        |                        |                        |
|  | Bratislava, Slovaška (dvorana trda pod.) |                         |                                    |                              |          |                         |                              |                         |   |  |                         |                                    | Španija                 | 3 |  |                        |                        |                        |
|  |                                          |                         | Avstralija                         | 1                            |          |                         |                              |                         |   |  |                         |                                    |                         |   |  |                        |                        |                        |
|  |                                          | Avstrija                | Avstralija                         | 1                            | 2        |                         |                              |                         |   |  |                         |                                    |                         |   |  |                        |                        |                        |
|  |                                          | Avstrija                | Rio de Janeiro, Brazilija (pesek)  |                              | 2        |                         |                              |                         |   |  |                         |                                    |                         |   |  |                        |                        |                        |
|  |                                          | Slovaška                | 3                                  |                              |          |                         |                              |                         |   |  |                         |                                    |                         |   |  |                        |                        |                        |
|  |                                          | Slovaška                | 3                                  |                              | Slovaška | 2                       |                              |                         |   |  |                         |                                    |                         |   |  |                        |                        |                        |
|  | Florianópolis, Brazilija (pesek)         |                         |                                    |                              | Slovaška | 2                       |                              |                         |   |  |                         |                                    |                         |   |  |                        |                        |                        |
|  |                                          |                         | Brazilija                          | 3                            |          |                         |                              |                         |   |  |                         |                                    |                         |   |  |                        |                        |                        |
|  |                                          | Brazilija               | Brazilija                          | 3                            | 4        |                         |                              |                         |   |  |                         |                                    |                         |   |  |                        |                        |                        |
|  |                                          | Brazilija               |                                    |                              | 4        |                         | Brisbane, Avstralija (trava) |                         |   |  |                         |                                    |                         |   |  |                        |                        |                        |
|  |                                          | Francija                | 1                                  |                              |          |                         |                              |                         |   |  |                         |                                    |                         |   |  |                        |                        |                        |
|  |                                          |                         |                                    |                              |          |                         |                              | Brazilija               | 0 |  |                         |                                    |                         |   |  |                        |                        |                        |
|  | Leipzig, Nemčija (dvorana)               |                         |                                    |                              |          |                         |                              | Brazilija               | 0 |  |                         |                                    |                         |   |  |                        |                        |                        |
|  |                                          |                         | Avstralija                         | 5                            |          |                         |                              |                         |   |  |                         |                                    |                         |   |  |                        |                        |                        |
|  |                                          | Nizozemska              | Avstralija                         | 5                            | 1        |                         |                              |                         |   |  |                         |                                    |                         |   |  |                        |                        |                        |
|  |                                          | Nizozemska              | North Adelaide, Avstralija (trava) |                              | 1        |                         |                              |                         |   |  |                         |                                    |                         |   |  |                        |                        |                        |
|  |                                          | Nemčija                 | 4                                  |                              |          |                         |                              |                         |   |  |                         |                                    |                         |   |  |                        |                        |                        |
|  |                                          | Nemčija                 | 4                                  |                              | Nemčija  | 2                       |                              |                         |   |  |                         |                                    |                         |   |  |                        |                        |                        |
|  | Zürich, Švica (dvorana)                  |                         |                                    |                              | Nemčija  | 2                       |                              |                         |   |  |                         |                                    |                         |   |  |                        |                        |                        |
|  |                                          |                         | Avstralija                         | 3                            |          |                         |                              |                         |   |  |                         |                                    |                         |   |  |                        |                        |                        |
|  |                                          | Švica                   | Avstralija                         | 3                            | 2        |                         |                              |                         |   |  |                         |                                    |                         |   |  |                        |                        |                        |
|  |                                          | Švica                   |                                    |                              | 2        |                         |                              |                         |   |  |                         |                                    |                         |   |  |                        |                        |                        |
|  |                                          | Avstralija              | 3                                  |                              |          |                         |                              |                         |   |  |                         |                                    |                         |   |  |                        |                        |                        |

#### Finale
| Palau Sant Jordi, Barcelona, Španija 8. december - 10. december 2000 pesek (dvorana) |                      |                                                                     |      |      |     |     |     |                  |
| \| \| \| \| 1 \| 2 \| 3 \| 4 \| 5 \| \| \| - \| \| ------------------------------------------------------------------- \| ---- \| ---- \| --- \| --- \| --- \| ---------------- \| \| 1 \| \| Albert Costa Lleyton Hewitt \| 6 3 \| 1 6 \| 6 2 \| 4 6 \| 4 6 \| \| \| 2 \| \| Juan Carlos Ferrero Patrick Rafter \| 64 7 \| 7 62 \| 6 2 \| 3 1 \| \| predaja \| \| 3 \| \| Juan Manuel Balcells / Àlex Corretja Sandon Stolle / Mark Woodforde \| 6 4 \| 6 4 \| 6 4 \| \| \| \| \| 4 \| \| Juan Carlos Ferrero Lleyton Hewitt \| 6 2 \| 7 65 \| 4 6 \| 6 4 \| \| \| \| 5 \| \| Albert Costa Patrick Rafter \| \| \| \| \| \| ni bilo odigrano \| |                      |                                                                     |      |      |     |     |     |                  |
| |                      |                                                                     | 1    | 2    | 3   | 4   | 5   |                  |
| 1 | Španija · Avstralija | Albert Costa Lleyton Hewitt                                         | 6 3  | 1 6  | 6 2 | 4 6 | 4 6 |                  |
| 2 | Španija · Avstralija | Juan Carlos Ferrero Patrick Rafter                                  | 64 7 | 7 62 | 6 2 | 3 1 |     | predaja          |
| 3 | Španija · Avstralija | Juan Manuel Balcells / Àlex Corretja Sandon Stolle / Mark Woodforde | 6 4  | 6 4  | 6 4 |     |     |                  |
| 4 | Španija · Avstralija | Juan Carlos Ferrero Lleyton Hewitt                                  | 6 2  | 7 65 | 4 6 | 6 4 |     |                  |
| 5 | Španija · Avstralija | Albert Costa Patrick Rafter                                         |      |      |     |     |     | ni bilo odigrano |

#### Boj za obstanek
Datum: 14.-23. julij
| Prizorišče                           | Zmagovalec | Rezultat | Poraženec           |
| ------------------------------------ | ---------- | -------- | ------------------- |
| Rennes, Francija (dvorana)           | Francija   | 5-0      | Avstrija            |
| Wimbledon, Anglija (trava)           | Ekvador    | 3-2      | Združeno kraljestvo |
| Benetke, Italija (pesek)             | Belgija    | 4-1      | Italija             |
|                                      | Maroko     | b.b.     | Čile                |
| Taškent, Uzbekistan (pesek)          | Nizozemska | 4-1      | Uzbekistan          |
| Båstad, Švedska (pesek)              | Švedska    | 5-0      | Indija              |
| St. Gallen, Švica (um. trava)        | Švica      | 5-0      | Belorusija          |
| Harare, Zimbabve (dvorana trda pod.) | Romunija   | 3-2      | Zimbabve            |

### Ameriški del

#### Skupina I
| Sodelujoče reprezentance | Sodelujoče reprezentance | Sodelujoče reprezentance | Sodelujoče reprezentance |
| Argentina                | Bahami                   | 20                       | Čile                     |
| Kolumbija                | Ekvador                  | Peru                     |                          |
| ------------------------ | ------------------------ | ------------------------ | ------------------------ |

#### Skupina II
| Sodelujoče reprezentance | Sodelujoče reprezentance | Sodelujoče reprezentance | Sodelujoče reprezentance |
| Kostarika                | Kuba                     | Salvador                 | Gvatemala                |
| Mehika                   | Paragvaj                 | Urugvaj                  | Venezuela                |
| ------------------------ | ------------------------ | ------------------------ | ------------------------ |

#### Skupina III
| Sodelujoče reprezentance | Sodelujoče reprezentance | Sodelujoče reprezentance | Sodelujoče reprezentance |
| Bolivija                 | Dominikanska republika   | Haiti                    | Jamajka                  |
| Nizozemski Antili        | Panama                   | Portoriko                | Trinidad in Tobago       |
| ------------------------ | ------------------------ | ------------------------ | ------------------------ |

#### Skupina IV
| Sodelujoče reprezentance | Sodelujoče reprezentance | Sodelujoče reprezentance |                |
| Antigva in Barbuda       | Barbados                 | Bermudi                  | Vzhodni Karibi |
| Honduras                 | Sveta Lucija             | Ameriški Deviški otoki   |                |
| ------------------------ | ------------------------ | ------------------------ | -------------- |

### Azijski in Oceanijski del

#### Skupina I
| Sodelujoče reprezentance   | Sodelujoče reprezentance | Sodelujoče reprezentance | Sodelujoče reprezentance |
| Ljudska republika Kitajska | Indija                   | Japonska                 | Libanon                  |
| Nova Zelandija             | Južna Koreja             | Tajska                   | Uzbekistan               |
| -------------------------- | ------------------------ | ------------------------ | ------------------------ |

#### Skupina II
| Sodelujoče reprezentance | Sodelujoče reprezentance | Sodelujoče reprezentance | Sodelujoče reprezentance |
| Tajvan                   | Hongkong                 | Indonezija               | Iran                     |
| Kazahstan                | Malezija                 | Pakistan                 | Filipini                 |
| ------------------------ | ------------------------ | ------------------------ | ------------------------ |

#### Skupina III
| Sodelujoče reprezentance | Sodelujoče reprezentance | Sodelujoče reprezentance | Sodelujoče reprezentance |
| Bangladeš                | Kuvajt                   | Pacifiška Oceanija       | Katar                    |
| Singapur                 | Šrilanka                 | Sirija                   | Tadžikistan              |
| ------------------------ | ------------------------ | ------------------------ | ------------------------ |

#### Skupina IV
| Sodelujoče reprezentance | Sodelujoče reprezentance | Sodelujoče reprezentance | Sodelujoče reprezentance |
| Bahrajn                  | Brunej                   | Fidži                    | Jordanija                |
| Oman                     | Saudova Arabija          | Združeni arabski emirati |                          |
| ------------------------ | ------------------------ | ------------------------ | ------------------------ |

### Evropski in Afriški del

#### Skupina I
| Sodelujoče reprezentance | Sodelujoče reprezentance | Sodelujoče reprezentance | Sodelujoče reprezentance |
| Belorusija               | Finska                   | Madžarska                |                          |
| Maroko                   | Portugalska              | Romunija                 |                          |
| Južna Afrika             | Švedska                  | Ukrajina                 |                          |
| ------------------------ | ------------------------ | ------------------------ | ------------------------ |

#### Skupina II
| Sodelujoče reprezentance | Sodelujoče reprezentance | Sodelujoče reprezentance | Sodelujoče reprezentance |
| Bolgarija                | Slonokoščena obala       | Hrvaška                  | Danska                   |
| Egipt                    | Estonija                 | Grčija                   | Irska                    |
| Izrael                   | Latvija                  | Litva                    | Luksemburg               |
| Norveška                 | Poljska                  | Slovenija                | Turčija                  |
| ------------------------ | ------------------------ | ------------------------ | ------------------------ |

#### Skupina III

##### Prizorišče I
| Sodelujoče reprezentance | Sodelujoče reprezentance | Sodelujoče reprezentance | Sodelujoče reprezentance |
| Bosna in Hercegovina     | Bocvana                  | Gruzija                  | Malta                    |
| Monako                   | Togo                     | Tunizija                 | Jugoslavija              |
| ------------------------ | ------------------------ | ------------------------ | ------------------------ |

##### Prizorišče II
| Sodelujoče reprezentance | Sodelujoče reprezentance | Sodelujoče reprezentance | Sodelujoče reprezentance |
| Armenija                 | Benin                    | Islandija                | Severna Makedonija       |
| Madagaskar               | Moldavija                | Nigerija                 | Senegal                  |
| ------------------------ | ------------------------ | ------------------------ | ------------------------ |

#### Skupina IV

##### Prizorišče A
| Sodelujoče reprezentance | Sodelujoče reprezentance | Sodelujoče reprezentance | Sodelujoče reprezentance |
| Alžirija                 | Andora                   | Azerbajdžan              | Kamerun                  |
| Gana                     | Lihtenštajn              | Mavricij                 | Sudan                    |
| ------------------------ | ------------------------ | ------------------------ | ------------------------ |

##### Prizorišče II
| Sodelujoče reprezentance | Sodelujoče reprezentance | Sodelujoče reprezentance | Sodelujoče reprezentance |
| Ciper                    | Džibuti                  | Etiopija                 |                          |
| Kenija                   | Lesoto                   | Namibija                 |                          |
| San Marino               | Uganda                   | Zambija                  |                          |
| ------------------------ | ------------------------ | ------------------------ | ------------------------ |